# Народен фронт
Народен фронт се нарича всеки политически съюз, който обикновено обединява левите и центристки сили (социалдемократи, комунисти, радикали и др.) за противодействие на десните сили. Според друго определение това е всяка коалиция между партии на работническата и средната класа с цел защита на демократичните форми срещу предполагаема фашистка атака. Понятието възниква към средата на 30-те години на ХХ век, когато напредъкът на фашизма, заедно с промяната във външната политика на СССР, кара комунистическите партии в Европа да се обединят със социалисти, либерали и умерени партии в народни фронтове, насочени срещу фашизма.
Правителства на народни фронтове управляват във Франция (1935 – 1938), Испания (1936 – 1939), Чили (1938 – 1941). През Втората световна война в редица страни са създадени национални антифашистки народни фронтове, които взимат властта от фашистки режими в Европа по време и след войната – така например Отечественият фронт организира завземането на властта в България през 1944 г.
Политически организации, наречени „народни фронтове“, възникват и в някои републики в СССР по време на перестройката, съчетавайки идеите за национално възраждане и за демократични промени.

## Ролята на Коминтерна
Седмият и последен конгрес на Коминтерна през 1935, провъзгласява нова политика, която разширява понятието „единен фронт“ между комунисти и социалисти, като препоръчва формирането на „народен фронт“, включващ не само левите сили, а и либерали, умерени, дори консерватори, които се противопоставят на фашизма. Крайната цел на революцията се отлага до спечелването на предстоящата битка и комунистите са съветвани да не плашат не-комунистите с революционна реторика. 

## Франция
През 1934 г. Френската комунистическа партия встъпва в Народния фронт, сформиран от всички левичарски и центристки партии, който печели категорично изборите през юни 1936 г. Избрано е правителство начело със социалиста Леон Блум. Макар комунистите да отказват министерски постове, те напълно подкрепят правителството, което успява да осъществи обширни социални реформи, включително установяването на 40-часова работна седмица. Поради влошаване на финансовата ситуация обаче Блум е заменен през 1937, след което либералите започват да надделяват над останалите партии. През 1938 Блум отново опитва да сформира правителство на народния фронт, но неуспешно. Макар и да не допуска създаване на условия за разпространение на фашистките идеи във Франция, френският народен фронт не прави много за да спре възхода на фашизма в международен план. 

## Испания
На 16 февруари 1936 година на изборите в Испания с минимална преднина печели левият Народен фронт (социалисти, републиканци, каталонци и баски). Председател на правителството отново става Мануел Асаня. Правителството ускорява аграрната реформа, но напрежението между управляващите и дясната опозиция (националисти и монархисти) се засилва значително. Повсеместно са организирани стачки.. Убийството на водача на парламентарната опозиция, монархиста с про-фашистки възгледи Хосе Калво Сотело на 13 юли 1936 г. става повод за избухването на отдавна подготвяния от военните метеж, поставил началото на Испанската гражданска война.

## България
Отечственият фронт в България е създаден през 1942 г. в съответствие с политиката на Коминтерна за създаване на народни фронтове, но през цялото си съществуване той остава под контрола на Българската комунистическа партия (БКП). От самото начало комунистите са мнозинство в ръководството му и подбират останалите участници в организацията. Непосредствено след Деветосептемврийския преврат от 1944 година ОФ играе важна роля като фасадно прикритие на завземането на властта от БКП. По това време ръководството на ОФ отхвърля определянето му като коалиция на партии, представяйки го като „народно движение“, доминирано от БКП.